# Stanislav Smirnov
Stanislav Konstantínovich Smirnov (en ruso: Станисла́в Константи́нович Cмирно́в; n. 3 de septiembre de 1970) es un matemático ruso, galardonado con la Medalla Fields en 2010. Su investigación se centra en los campos del análisis complejo, los sistemas dinámicos y la teoría de la probabilidad.

## Carrera
Smirnov nació el 3 de septiembre de 1970 en Leningrado, URSS (actual San Petersburgo, Rusia). Asistió a un colegio especializado en matemáticas, el Liceo 239 de San Petersburgo, hasta 1987, y finalizó su licenciatura en 1992 en la Universidad Estatal de San Petersburgo, donde trabajó dirigido por Victor Havin. Recibió su doctorado en 1996, habiéndolo realizado en el Instituto de Tecnología de California bajo la dirección de Nikolai G. Makarov, con la presentación de una tesis titulada Spectral Analysis of Julia Sets. Smirnov ha ocupado puestos como investigador en la Universidad de Yale, el Instituto Max Planck de matemáticas de Bonn y el Instituto de Estudios Avanzados de Princeton. En 1998 se trasladó al Instituto Real de Tecnología de Estocolmo, y en 2003 tomó posesión de su actual cargo de profesor de Análisis, Física Matemática y Probabilidad en la Universidad de Ginebra.

## Investigación
Smirnov es especialmente conocido por su trabajo en la teoría de la percolación, en la que demostró la fórmula de Cardy para el valor de los exponentes críticos para redes triangulares, mediante la utilización de técnicas de invariancia conforme. El teorema de Smirnov ha conducido a una teoría de la percolación de redes triangulares bastante completa, habiendo además puesto en evidencia su relación con la evolución de Schramm–Loewner, introducida por Oded Schramm. Dicho teorema ha servido también para demostrar que la invariancia conforme es clave para el estudio de la percolación en redes bidimensionales.

## Premios
En las Olimpiadas Internacionales de Matemáticas de 1986 y 1987, Smirnov se clasificó en primera posición, obteniendo unas altas puntuaciones y medallas de oro en ambas ocasiones. Ha sido galardonado con el Premio de la Sociedad Matemática de San Petersburgo (1997), el Clay Research Award (2001), el Premio Salem (junto con Oded Schramm, 2001), el Göran Gustafsson Research Prize (2001), el Premio Rollo Davidson (2002), y el Premio de la European Mathematical Society (2004).
En 2010 Smirnov fue galardonado con la Medalla Fields por su trabajo sobre los fundamentos matemáticos de la física estadística, concretamente por los modelos de red finita. "La demostración de la invariante conforme de percolación y el modelo de Ising plano en física estadística" fue la justificación oficial para la entrega de dicha medalla. En su laudatio, Harry Kesten dijo que Smirnov "tiene el talento y los conocimientos para producir resultados sorprendentes, y su trabajo ha sido un importante estímulo para la explosión, en los últimos 15 años, más o menos, de los resultados probabilísticos sobre curvas planas aleatorias". Los otros ganadores de la Medalla Fields ese año fueron Elon Lindenstrauss, Ngô Bảo Châu y Cédric Villani. Tras recibir el premio, Smirnov expresó su deseo de continuar realizando avances en el campo de las matemáticas, diciendo: "Estoy ansioso de demostrar más teoremas. Espero que el peso de este premio no me ralentice."